# Angelo Scariolo
Angelo Antonio Scariolo (Siracusa, 22 aprile 1945) è un fumettista italiano.

## Biografia
Nato a Siracusa, dal 1960, all'età di 15 anni, si trasferisce con la famiglia prima a Monza ed in seguito a Milano, dove frequenta ragioneria e quindi lavora presso l'azienda Star di Agrate Brianza ed in seguito presso l'Ufficio IVA di Milano. Fin da adolescente la sua passione è il disegno, sia a matita, sia a china e con altri strumenti: frequenta la sera la scuola di nudo dell'Accademia di Brera.
Dal 1969 al 1976 collabora con l'agenzia di Vezio Melegari, Il soldatino, dove disegna soprattutto personaggi di Hanna-Barbera per oggetti di cartoleria e di merchandising. In seguito, su consiglio di Umberto Manfrin lavora per suo conto: svolge attività come disegnatore di libri (per la collana Linea verde della casa editrice "Le Stelle",  per libri didattici della Fratelli Fabbri Editori e per la casa editrice "Piccoli") e disegna ancora personaggi dei fumetti: Candy Candy, Barbie e Poochie per la Arnoldo Mondadori Editore, storie di Geppo per l'editore Bianconi, a cui si aggiungono collaborazioni con i giornalini di fumetto Tiramolla, per la casa editrice Vallardi, Topolino e di Topo Gigio. Disegna storie di Gatto Silvestro e Titti, della Warner Bros. per Il Giornalino e degli Antenati di Hanna & Barbera per fascicoli settimanali divulgativi de Il Sole 24 ore.